# Église Saint-Pierre-et-Saint-Paul (Le Caire)
Pour les articles homonymes, voir Église Saint-Pierre-et-Saint-Paul.
L'église Saint-Pierre-et-Saint-Paul, Al-Boutrossiya, est une église copte orthodoxe située au Caire, en Égypte, à proximité immédiate de la cathédrale Saint-Marc. 

## Architecture
Elle a été conçue en 1911 par l'architecte Antonio Lasciac avec un intérieur conçu d'après le modèle de la basilique chrétienne primitive de Ravenne en Italie. Elle abrite le tombeau du premier ministre égyptien Boutros Ghali.

## Histoire
L'église est le théâtre, pendant la messe matinale du dimanche 11 décembre 2016, d'un attentat qui fait près de 25 morts et ravage l'intérieur de l'église. Les vitraux notamment volent en éclats.